# Pfarrkirche Pamhagen

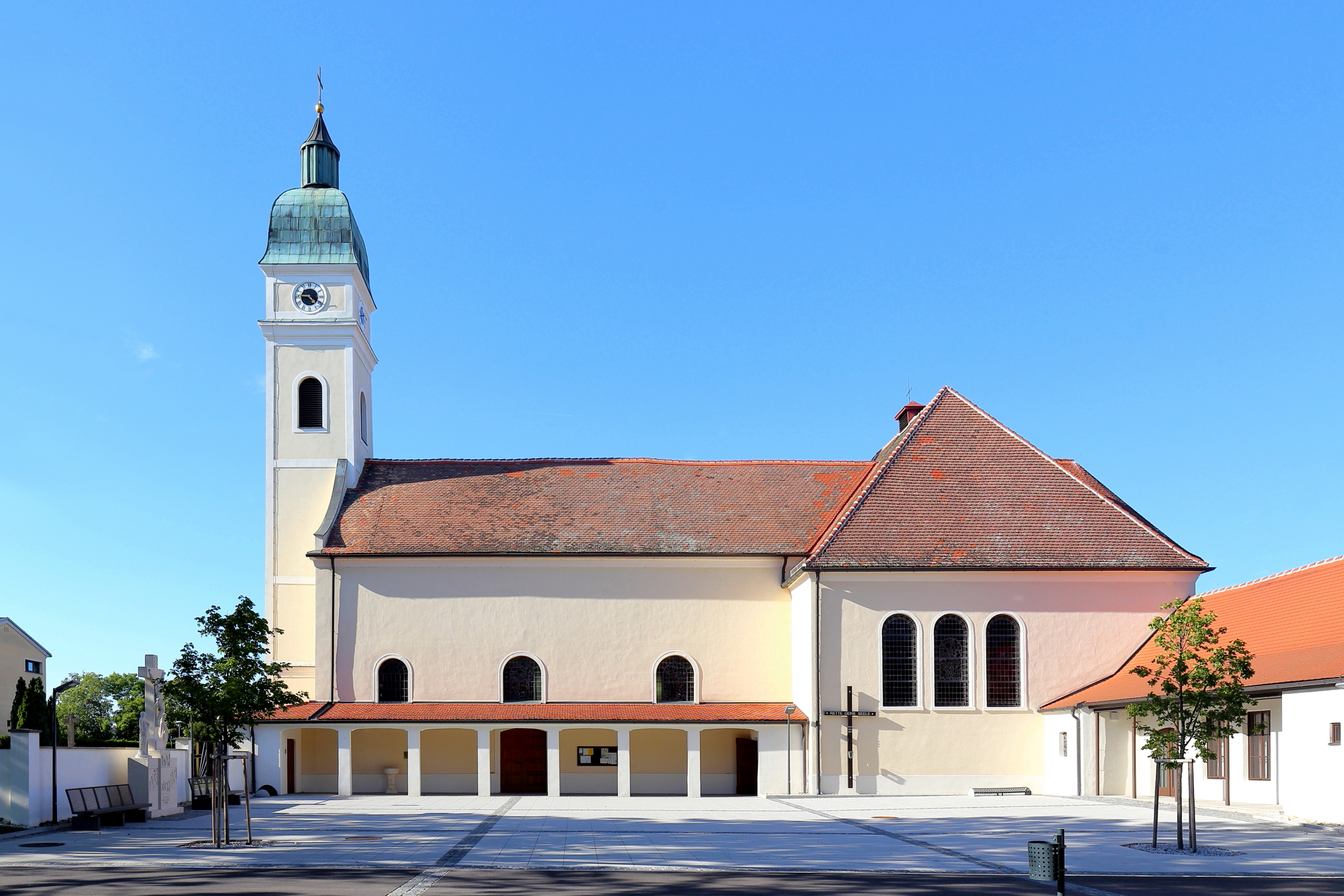
Pfarrkirche Pamhagen

Die römisch-katholische Pfarrkirche Pamhagen in der Ortsmitte der Gemeinde Pamhagen im Bezirk Neusiedl am See im Burgenland ist dem Fest der Kreuzerhöhung geweiht und gehört zum Dekanat Frauenkirchen.

## Geschichte
Bereits vor dem Jahr 1380 existierte die Pfarre Pamhagen. Der Vorgängerbau der heutigen Kirche stand jedoch nicht an derselben Stelle, sondern auf der Ried „Kirchenäcker“. Im Verlauf der Zweiten Türkenbelagerung brannte diese Kirche ab. 1961 wurden ihre Fundamente ausgegraben.
Die heutige Pfarrkirche im Ort entstand 1754. 1871 wurde sie renoviert und in den Jahren 1954 bis 1955 erfolgte ein Umbau durch Franz Peck mit der Erweiterung des Chores.

## Architektur und Ausstattung

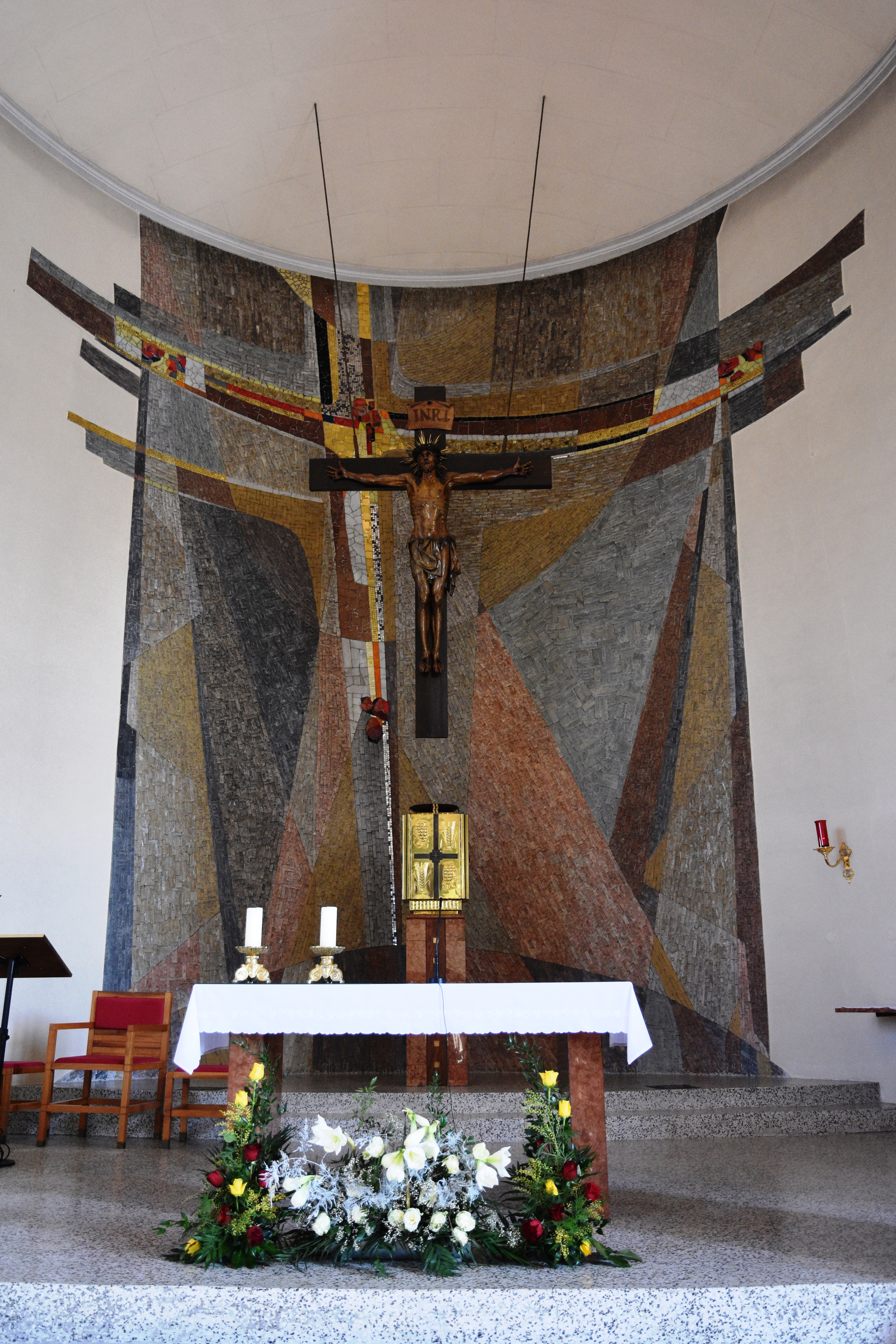
Altarraum der Kirche

Die Kirche ist ein großer Bau mit einem Querschiff, eingezogener Rundapsis und einem vorgebauten Westturm mit glockenförmiger Haube.
Im dreijochigen, barocken Schiff ist ein Platzlgewölbe, das zwischen Gurten auf flachen Pilastern lagert. Die dreiachsige Empore auf Platzlgewölben hat eine vorgelagerte Brüstung.
Das ehemalige Altarbild hängt heute an der Querschiffwand. Es stammt aus der zweiten Hälfte des 18. Jahrhunderts und zeigt „Herakleios bringt das Kreuz zurück nach Jerusalem“.
Das Weihwasserbecken stammt aus dem Jahr 1755 und ist mit „MG“ bezeichnet. Die Orgel aus 1921 mit 10 Registern wurde von Gebrüder Rieger gebaut.